# Xochihuehuetlán
Xochihuehuetlán är en ort i Mexiko.   Den ligger i kommunen Xochihuehuetlán och delstaten Guerrero, i den sydöstra delen av landet, 180 km söder om huvudstaden Mexico City. Xochihuehuetlán ligger 1 041 meter över havet och antalet invånare är 5 158.
Terrängen runt Xochihuehuetlán är huvudsakligen kuperad. Xochihuehuetlán ligger nere i en dal. Runt Xochihuehuetlán är det ganska glesbefolkat, med 38 invånare per kvadratkilometer. Närmaste större samhälle är Huamuxtitlán, 14,0 km sydväst om Xochihuehuetlán. I omgivningarna runt Xochihuehuetlán växer huvudsakligen savannskog.